# Hydrothermal upgrading
Hydrothermal upgrading is een afvalverwerkingstechniek die biomassa recycleert en omzet in bruikbare brandstoffen. 
Hydrothermal upgrading is een proces om van biomassa olie te maken, die kan worden gestookt in energie centrales of na bewerking omgezet worden naar duurzame brandstof voor auto’s en vliegtuigen. Zo ontstaat een viskeuze vloeistof die op zware stookolie gelijkt. Dit product heeft echter een veel hogere energiedichtheid dan de oorspronkelijke biomassa: de calorische waarde ligt zo rond de 30 gigajoule per ton. Biocrude is geschikt als grondstof voor diesel of kerosine. Via een hydrogeneringsstap kan de biomassa worden omgezet naar het gewenste eindproduct. De gevormde HTU-diesel is een duurzaam alternatief voor diesel geproduceerd uit fossiele brandstoffen.

## Het proces
De reactie vindt plaats in aanwezigheid van water en zuurstofgas bij een hoge temperatuur (330 graden Celsius) en druk (150-180 bar). Doordat droging niet noodzakelijk is, is het proces geschikt voor de verwerking van reststromen van zowel natte als droge biomassa. Het thermische rendement van dit proces ligt tussen de 75 en 85 procent. 
De biomassa wordt voorbehandeld, waarbij er eventueel water en zuurstof aan wordt toegevoegd, waardoor het HTU-proces makkelijker verloopt. In een volgende stap wordt de druk verhoogd naar 150 – 180 bar. In de reactor ontstaat er vervolgens onder een temperatuur van 330 graden Celsius een vloeibaar koolwaterstof product. Tijdens de reactie ontstaat CO2 welke wordt verwijderd uit het mengsel. Bovendien zal het mengsel depolymeriseren. In de volgende fase van het proces daalt de temperatuur weer naar een temperatuur van 206 graden Celsius, voordat het in de scheider terechtkomt. Daar wordt het water van het product gescheiden, waardoor biocrude overblijft. Dit proces verloopt ongeveer in 15 minuten van de biomassa tot aan de biocrude. 
Uiteindelijk kan de biocrude ook nog gescheiden worden in een lichte schone fractie (LCR), en een vaste zware fractie (HCR). De LCR kan daarna nog verder worden gepromoveerd door middel van een hydrodeoxygeneratie proces in een transportbrandstof, de HTU-diesel. Ook kan door dit proces vliegtuigbrandstof worden gemaakt, of een ethyleenkraakgrondstof. De HCR kan direct gemengd worden met kolen om daarmee omgezet te worden in elektrische energie.
Het voordeel van dit HTU-proces is dat er ontzettend veel soorten natte biomassa grondstoffen tegelijk gebruikt kunnen worden.

## Toepassing van HTU-diesel
Het HTU-proces werd in de jaren 80 ontdekt door Shell, zonder te weten hoe het principe werkte. 
De HTU-diesel die verkregen kan worden uit biocrude, kan worden toegepast als vervangende brandstof voor auto's. Tevens kunnen hieruit kerosine en andere oliën gedestilleerd worden.

## Energiewaarde
De potentiële energie van biomassa die door middel van hydrothermal upgrading benut kan worden, wordt op het moment geschat tussen de 70 en de 100 EJ per jaar (1 EJ = 1018 J). een gedeelte hiervan wordt tegenwoordig al benut door een laag rendementsproces. De energiewaarde van biocrude verschilt niet zoveel van die van ruwe aardolie, biocrude bevat namelijk 30-35 MJ/kg aan energie tegenover 42 MJ/kg van ruwe aardolie, grofweg wordt ook vaak 30 GJ/ton genomen. Deze hoge energiewaarde komt door een zuurstof percentage van 10 tot 15 procent dat achterblijft in de biocrude.

## Reductie van broeikasgassen
Omdat het HTU-proces een vervanger is van fossiele brandstoffen, zorgt het voor een reductie van de uitstoot van broeikasgassen. Het biologische afval heeft eerst zelf CO2 uit de atmosfeer opgenomen toen het als plant groeide, het proces is met andere woorden CO2 neutraal. Als biomassa verbrand of gecomposteerd wordt komt er ook CO2 vrij.